# Свиржский замок
Свиржский замок (укр. Свірзький замок) — замок в Свирже, Львовская область, Украина, уникальный памятник оборонной архитектуры постройки XV—XVII веков. Изначально строился как крепость, но после реконструкции в XVII веке утратил свой изначальный вид.

## История замка
Свиржский замок встречается в архивных документах с XVI века (1530 год), когда он принадлежал шляхетскому роду Свиржских. Современный вид замок приобрел с середины XVII века, со времени перехода его в собственность графа А. Цетнера (именем которого назван район Львова — Цетнеровка и ботанический сад во Львове). По приказу графа замок был перестроен и значительно укреплён.
Предполагается, что замысел Цетнера по укреплению Свиржского замка осуществлял известный фортификатор, генерал от артиллерии Павел Гродзицкий. Работы по перестройке замка проводились примерно в то же время, когда генерал Гродзицкий строил во Львове сразу два арсенала — королевский и Сенявских.
Несмотря на своё выгодное оборонительное расположение — замок находится на горе Белз и был окружён непроходимыми болотами, озёрами, рядом со стенами — рвами и подъемным мостом, дворцовый тип его архитектуры вряд ли мог иметь серьёзное оборонительное значение. Известно, что во время восстания Хмельницкого замок не раз брали казацкие отряды, в 1648 году его сожгли союзные с Хмельницким татары.
В 1672 году, во время похода турок на Львов, замок всё же выстоял турецкую осаду. Во время второго похода турок Свиржский замок снова выстоял и защитил в своих стенах жителей Поморянского замка, которые, не имея достаточной силы для обороны, через тайный ход вышли в лес и перешли в Свирж.
На территории замкового парка сохранился костёл, основанный в XV веке. Современное здание костёла в стиле ренессанса, построенное на месте деревянного, построено в 1541 году. Над входом в костёл и сегодня можно увидеть остатки шляхетского герба прежних хозяев. К костёлу от замка вёл подземный ход. Заваленную часть подземного хода можно увидеть со рва, который окружает замок около подъёмного моста.
Согласно свидетельству львовского краеведа Й. Гронского ещё в 1956 году в Свиржском костёле около замка (в Свирже есть ещё один костёл) были видны внутри фрески, которые открылись вследствие облупления штукатурки. На фресках была изображена обнажённая женская фигура с длинными распущенными волосами в молитвенной позе на коленях на фоне панорамы средневекового Свиржа. Судя по описанию, это могла быть Мария Египетская. Дальнейшая судьба этих фресок неизвестна.

## Современное состояние
Современное состояние замка оставляет желать лучшего, но Союз архитекторов пытается уберечь его от разрушения. В удовлетворительном состоянии сохранились не только внешние стены и крыша здания, но и внутреннее пространство, которое используется для проведения различных мероприятий и съемок фильмов. Все это время Союз архитекторов самостоятельно занимается памятником и территории вокруг нее, привлекая средства частных благотворителей и гранты.

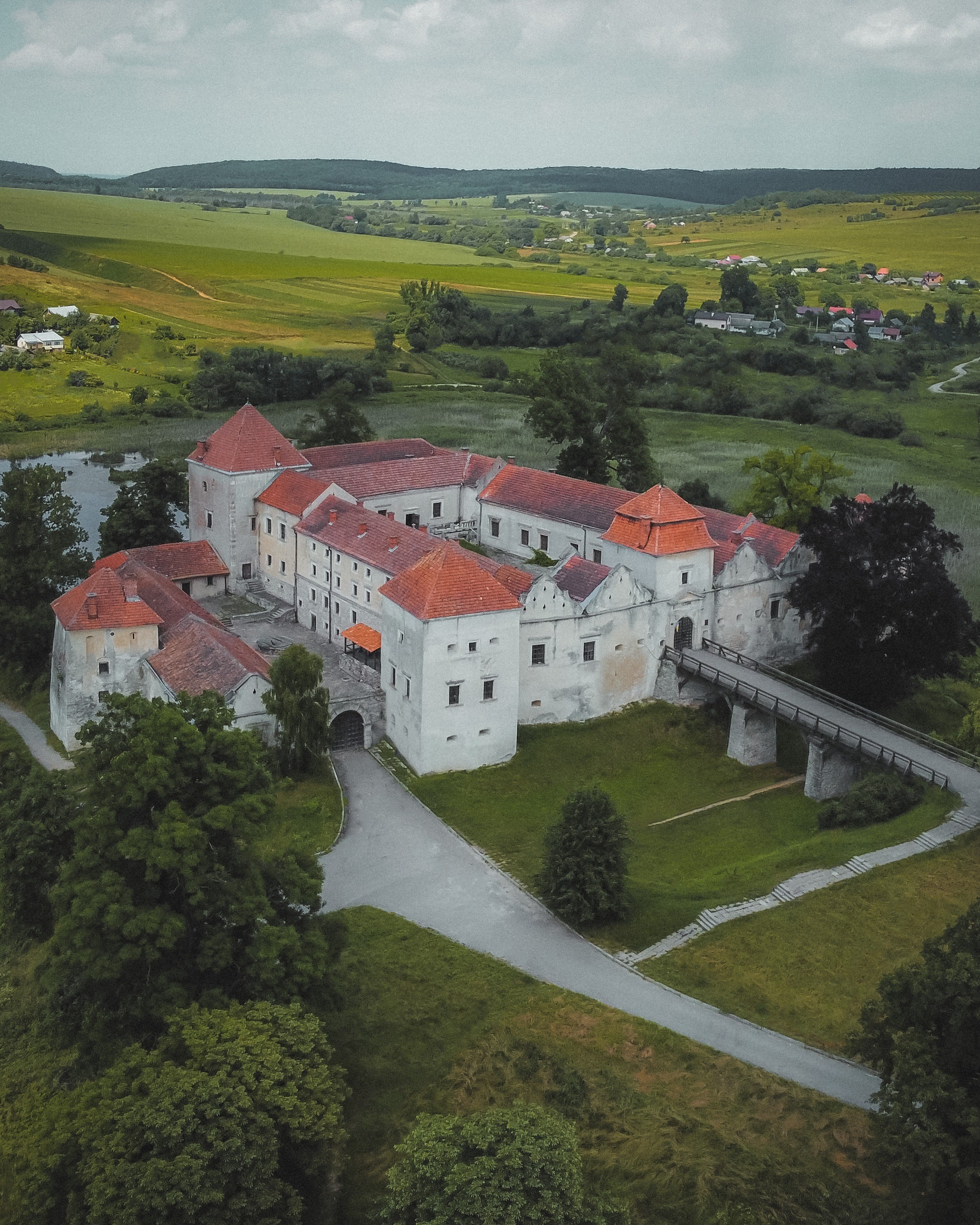
Вид с воздуха
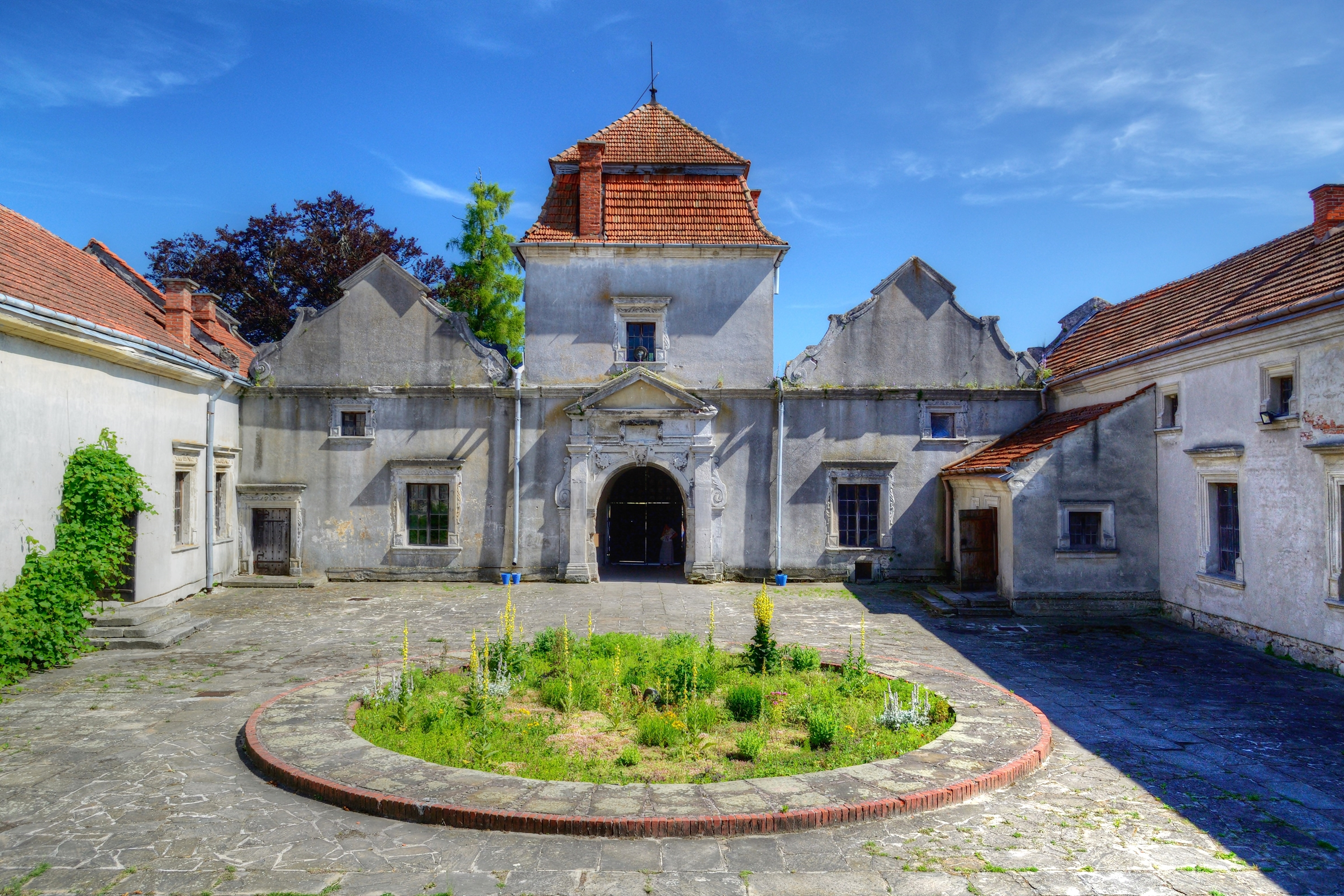
Внутренний двор
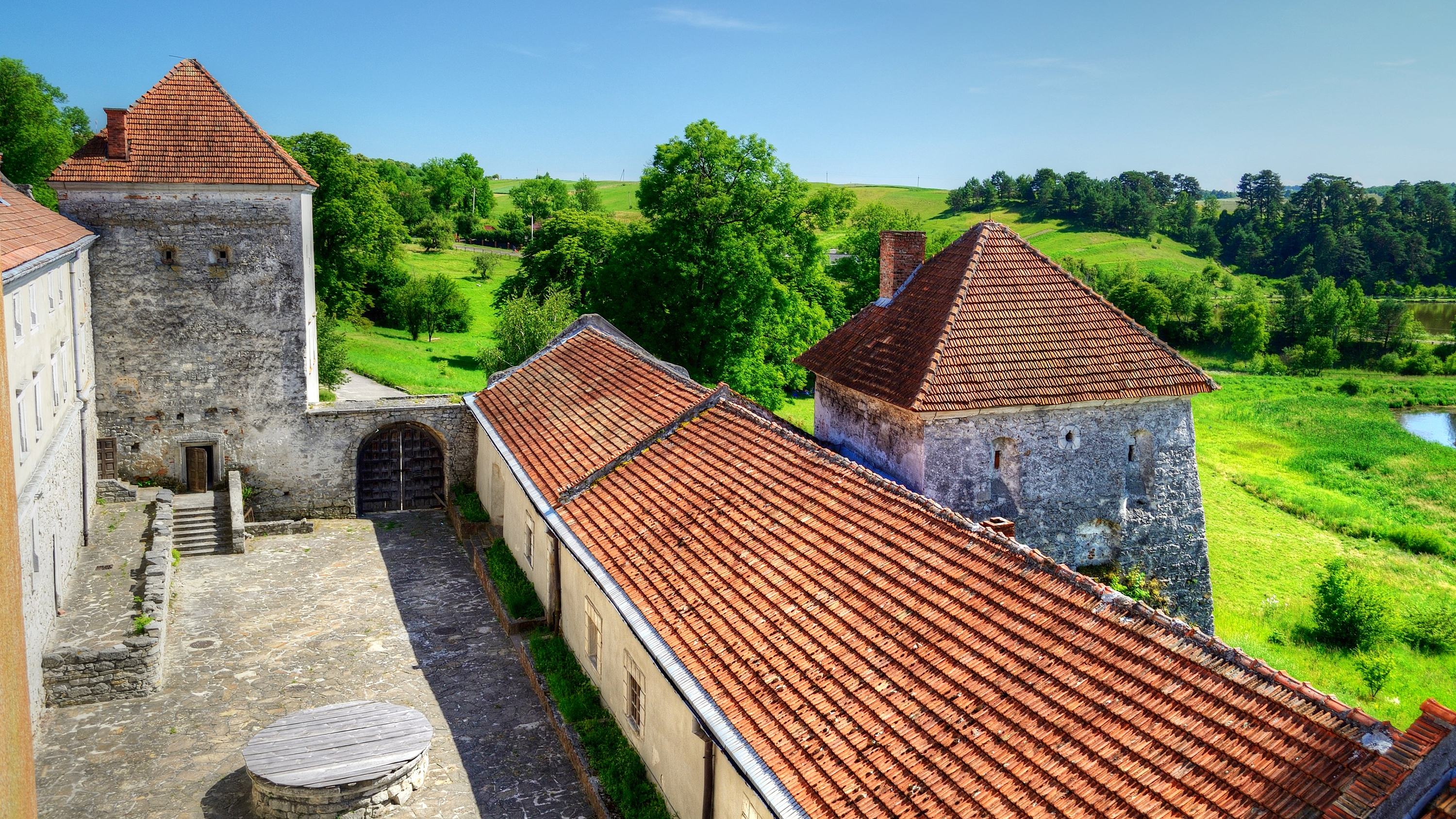
Внутренний двор
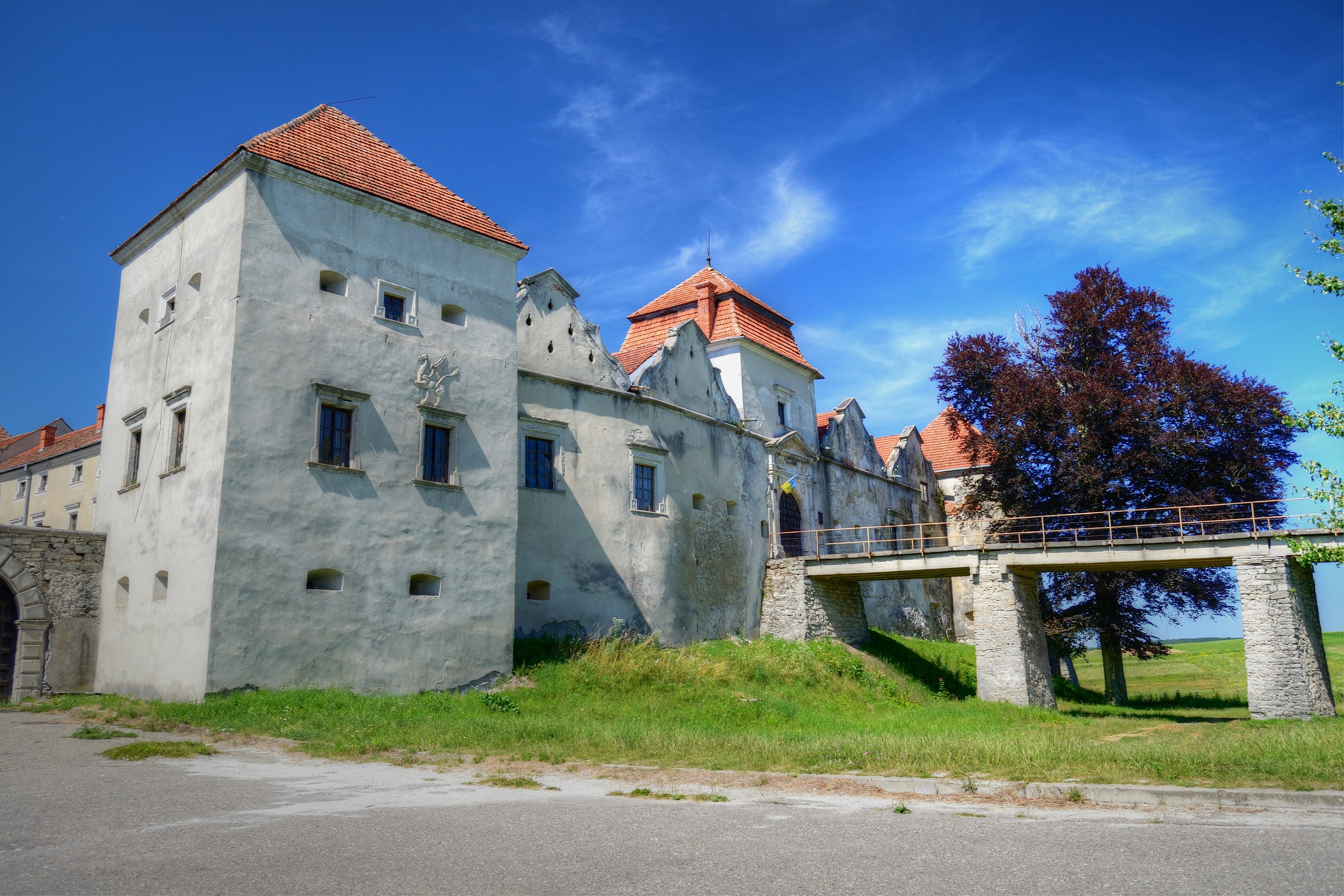
Главный фасад
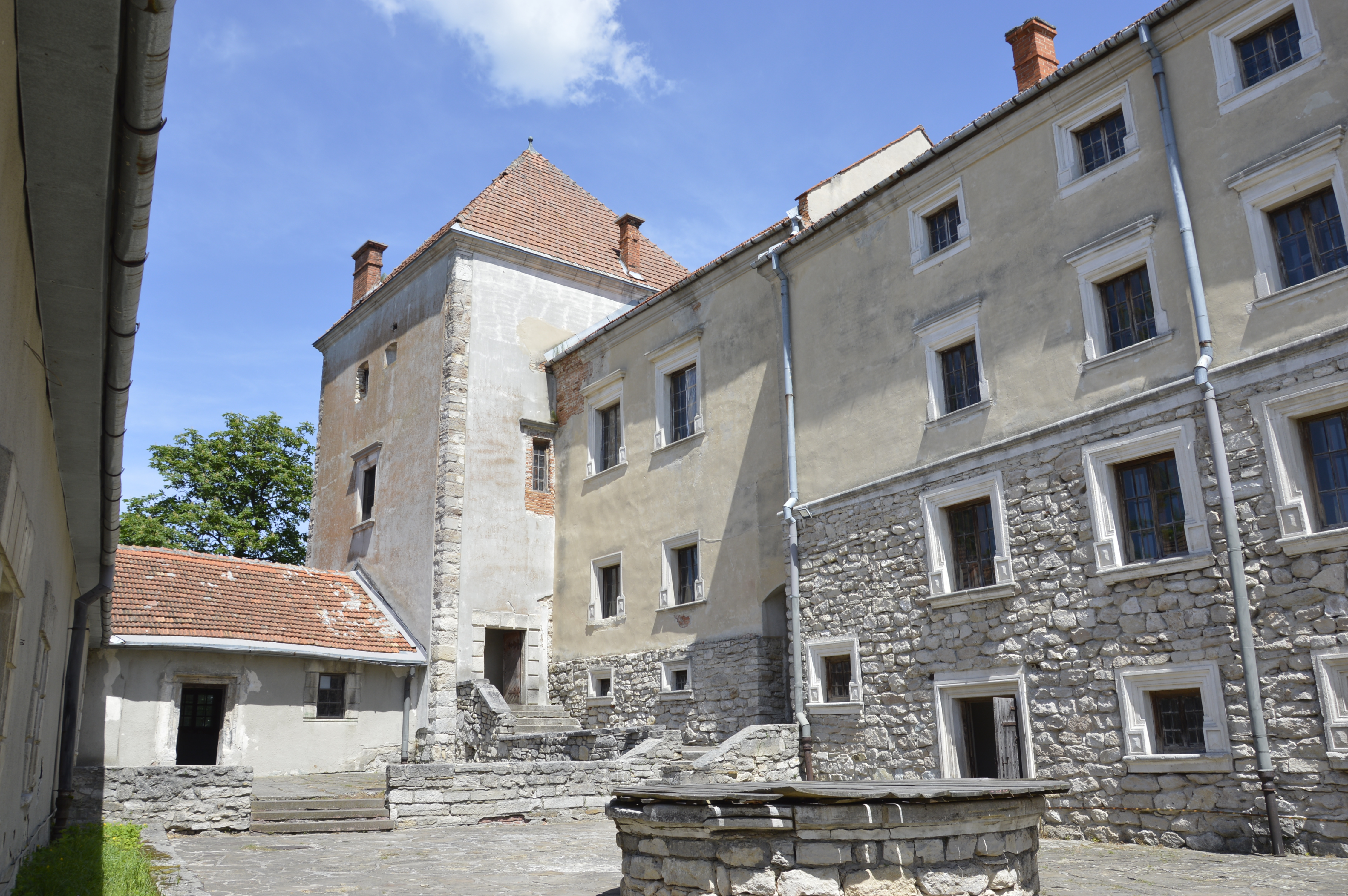
Внутренний двор

## Интересные факты
В 1978 году в Свиржском замке проходили съёмки эпизодов знаменитого фильма «Д’Артаньян и три мушкетёра». Замок «играл» сразу несколько ролей, такие как имение отца Д`Артаньяна в Гаскони, Бетюнский монастырь, в стенах которого была отравлена Констанция, место жительства палача, казнившего Миледи, бастион Сен-Жерве крепости Ла-Рошель, в котором выдержали героический бой мушкетеры.